# 低涌站
低站是广州地铁4号线的高架车站，位於中國廣東省廣州市番禺区石碁镇南德路前清路口；於2006年12月30日启用。

## 车站结构

### 车站楼层
本站共有两层，地上二层为4号线月台；地面为车站站厅；车站附近为广澳高速公路高架桥梁以及低涌村等地。
| 地上二层 | 侧式站台 | 侧式站台                                                 | 侧式站台 | 侧式站台 |
|          | 1 站台   | █4号线 黃村方向（下站：海傍）                            |          |          |
|          | 2 站台   | █4号线 南沙客运港方向（下站：东涌）                      |          |          |
|          | 侧式站台 |                                                          |          |          |
| 地面     | 站廳     | 售票機、客服中心、商店、警务室、安检设施、卫生间、母婴室 |          |          |

### 站厅
低涌站站厅的非付费区均設有售票機、客務中心；亦设有自动售卡/充值机、自动售卖机以及好易自助服务等设施。
为方便乘客进出，低涌站收费区设于站厅中心处，站厅收费区设有一台升降机、两台扶手电梯以及一组楼梯供乘客前往不同方向的月台。
另外，本站的卫生间设于收费区的车站控制室、警务室旁，而母婴室则设于站厅非付费区靠近A出入口旁。

### 月台
本站设有两个侧式月台，位于京珠高速高架桥东侧地面之上空。
另外在本站北端设有一条单渡线，當4號綫低涌站以南的路段出現故障時，往南沙客運港方向的列車將會通過此渡线折返，以本站為臨時總站。

月台全景图（金洲方向）

### 出入口
低涌站共设有两个出入口；其中车站启用时仅设B出入口，A出入口则于2015年4月10日启用。
|                                 |                                  |      |          |                            |
| 編號                            | 设施                             | 照片 | 出口指示 | 建議前往的目的地           |
| A                               | 盲道标志 · 无障碍通道标志 · 同层 |      | 低涌村   |                            |
| B                               | 盲道标志 · 无障碍通道标志 · 同层 |      | 低涌村   | 清流村、地铁低涌站公交车站 |
| 註： 設有 \| 設有 \| 設於同一層 |                                  |      |          |                            |

## 接驳交通
低涌站附近设置有地铁低涌站公交站，乘客可乘公交来往番禺区各地。
| 巴士（地铁低涌站） \| 编号 \| 编号 \| 线路 \| 线路 \| 线路 \| 收费 \| 备注 \| \| ---- \| ----- \| ---------- \| ---- \| ------------ \| ---- \| -------------- \| \| \| 番80 \| 茶东 \| ⇆ \| 地铁低涌站 \| 2元 \| \| \| \| 番夜1 \| 地铁低涌站 \| ⇆ \| 金龙财富广场 \| 3元 \| 番80路附属线路 \| |       |            |      |              |      |                |
| 编号 | 编号  | 线路       | 线路 | 线路         | 收费 | 备注           |
| | 番80  | 茶东       | ⇆    | 地铁低涌站   | 2元  |                |
| | 番夜1 | 地铁低涌站 | ⇆    | 金龙财富广场 | 3元  | 番80路附属线路 |

## 利用情况
低涌站周围被农田所包围，车站开放一段时间内更没有配套交通，因此本站除在高峰时段的客流略有小幅增长外，大部分时间均相当冷清。广州地铁曾发布2011年7月的线网各站日均客流量，本站以224人次垫底。直到2020年12月31日才有接驳巴士线路。

## 历史
本站最早出現在2003年的方案中，当时本站仍为3号线的车站之一。后来局部修改的方案中成为4號綫的一部分并延長至南沙，本站作為新出現的4號線的中途站之一，位置与现时基本一致。
隨後本站随4号线二期工程在2004年4月25日批覆可行性报告。2006年12月30日，4號線二期首通段开通运营，本站正式启用。
2022年年末疫情期间，本站曾受防控措施影响，于11月28日至11月30日下午暂停服务。